# Колобнев, Николай Иванович
Колобнев Николай Иванович (14 апреля 1936 — 2020) — учёный в области алюминиевых сплавов.

## Биография
Родился 14 апреля 1936 года в Москве. Сын И. Ф. Колобнева. Окончил Московский институт цветных металлов и золота, доктор технических наук.
С 1959 года по настоящее время работает во Всероссийском научно-исследовательском институте авиационных материалов, где прошел путь от инженера до начальника лаборатории.
Разработчик нового класса алюминиевых сплавов пониженной плотности, легированных литием, а также высокотехнологичных коррозионностойких сплавов и теоретических основ технологии их промышленного производства.
Лауреат Государственной премии Российской Федерации, Почетный авиастроитель, Почетный машиностроитель.

## Публикации
- Колобнев Николай Иванович. viam.ru. Дата обращения: 28 октября 2012. Архивировано 18 декабря 2012 года.